# Викторин Корнел из Вшегрд
Викторин Корнел из Вшегрд (чеш. Viktorin Kornel ze Všehrd; около 1460, Хрудим, Чешское королевство — 21 сентября 1520, Прага) — чешский писатель

-гуманист, просветитель, переводчик, юрист, педагог, магистр свободных искусств (1483), профессор философии, декан Карлова университета (1484).

## Биография

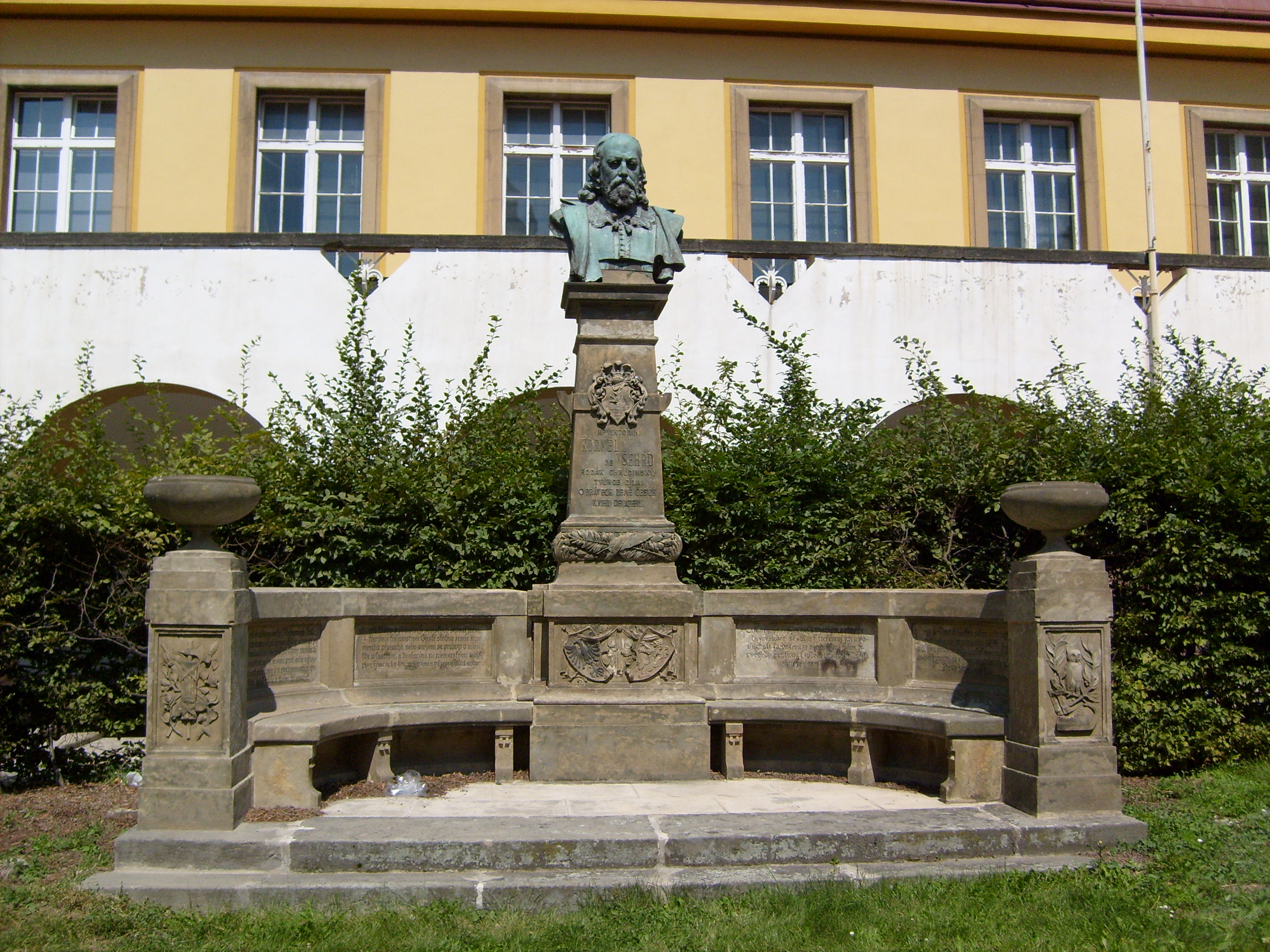
Памятник Викторину Корнелу из Вшегрд в Хрудиме

Родился около 1460 года в Хрудиме в мещанской семье из Вшегрд. В молодости перебрался в Прагу, где поступил на учёбу в Карлов университет.
В 1483 году стал магистром свободных искусств, затем профессором философии, а в 1484 году — деканом факультета artium liberalium.
В 1487 году Викторин оставил университет и, как юрист, принял активное участие в общественно-политической жизни своего отечества. На этом поприще он получил громкую известность, как враг немцев, которых, по его мнению, следовало бы гнать без милосердия из чешской страны, и как автор злой сатиры против Папы римского.
Углубленно занимался изучением чешского права. Подружился с известными чешским писателем и поэтом Богуславом из Лобковиц. Благодаря этому и своим успехам в юридической деятельности, в 1492 году получил дворянское достоинство с правом ношения фамилии «из Вшегрд».
После ухода из Карлова университета Викторин Корнел занял пост старосты коморников, затем писца (ingrossator) земских книг («земских досок»), а с весны 1493 года — земского подписаря, то есть секретаря земского суда (vicenotarius), ответственного за ведение больших земских книг. В 1495 году он начал готовить сборник правовых норм на основании выписок местных судов. Публикация этой работы должна была повлечь за собой лишение магнатов многих льгот, которые они незаконно присвоили себе. В результате недоброжелатели в начале 1497 года добились от короля Владислава II освобождения Викторина Корнела с занимаемой должности. Однако Викторин уже собрал достаточный материал и в 1499 году завершил свою работу, которая вышла под названием «Knihy devatery o právech, súdiech i o dskách země české».
Уйдя с королевской службы, Викторин до конца своей жизни занимался частной адвокатской практикой. Скончался Викторин Корнел из Вшегрд 21 сентября 1520 года в Праге во время эпидемии моровой язвы.

## Творчество
Викторин из Вшегрд был сторонником идей чешских братьев. Вследствие этого в конце жизни разошелся во взглядах с Богуславом из Лобковиц. Сформулировал и отстаивал программу чешского гуманизма. Боролся за то, чтобы произведения выходили на чешском языке, а не на латыни, хотя в своем творчестве писал на латинском и чешском языках.

## Избранные труды
Самое важное сочинение К. Викторина «Knihy devatery о pravích a sudích i о deskách země české» («Девять книг о правах, судьях и земских книгах земли чешской» — анализ прав горожан и знати, при этом автор отстаивал сторону первых. В нём применил знания римского права, критически подходил к оценке обычного чешского права). Это сочинение имеет не только юридическое значение: оно важно и как литературный памятник, в котором отражаются социальные воззрения тогдашнего чешского общества; притом оно написано образцовым языком и слогом. «Книги» были окончены в 1499 году и вторично переизданы в 1508 году. Были изданы Матицей чешской, под редакцией Ганки, в Праге, в 1841 году, и затем Герм. Иречком в 1874).
Викторин Корнел перевёл на чешский язык некоторые сочинения Киприана[уточнить] и Иоанна Златоуста. Переводил также другие старинные тексты на чешский.
- «Книга об исправлении падших»
- «Девять книг о правах, судьях и земских книгах земли чешской»
- «Послания священника» (где доказывает, что гуситские священники должны проповедовать не на латыни, а на чешском языке).